# Kócsy Jenő
Kócsy Jenő (Budapest, 1895. december 14. – Budapest, 1962. május 11.) magyar újságíró, szerkesztő.

## Életútja
Borosjenőn nevelkedett. Újságírói pályafutását Aradon kezdte, ahol 1919–20-ban Boda Andorral közösen a Kölcsey Egyesület lapját, a Szezont szerkesztette. 1930-ig az Aradi Közlönynél dolgozott, majd rövid ideig a Reggel tulajdonosa és szerkesztője volt. 1934-ben Prohászka Elvirával indította el a Magyar Család című lapot, ám ez csak öt számot ért meg. 1935-től Ez Arad címmel jelentetett meg riportlapot, amely később Társaságra változtatta címét. 1941 tavaszán a lapot betiltották, szerkesztője ekkor Magyarországra költözött.